# Садиба Кесслера
Садиба Монжене (Замок Монжене або садиба Кесслера) — будівля знаходиться в селі Піонерське Сімферопольського району Автономної Республіки Крим. В даний час від садиби залишилися лише руїни. Окупаційна влада шукає інвестора для відновлення будівлі.

## Архітектура
Дворянська садиба виконана у вигляді середньовічного замку в неоготичному стилі. Будівля має два поверхи і триповерхову вежу. На фасаді будівлі був зображений родовий герб — крилатий кінь з людським обличчям, і короною над ним (герб не зберігся через руйнування частини фасаду). За однією з версій він з'явився при реставрації в середині 1940-х років. Поруч зі входом розташований фонтан. За садибою знаходяться господарські будівлі та конюшня. До будівлі веде дорога з висаджених тополь. Раніше поруч з садибою розташовувався фруктовий сад і декоративні ставки.

## Історія

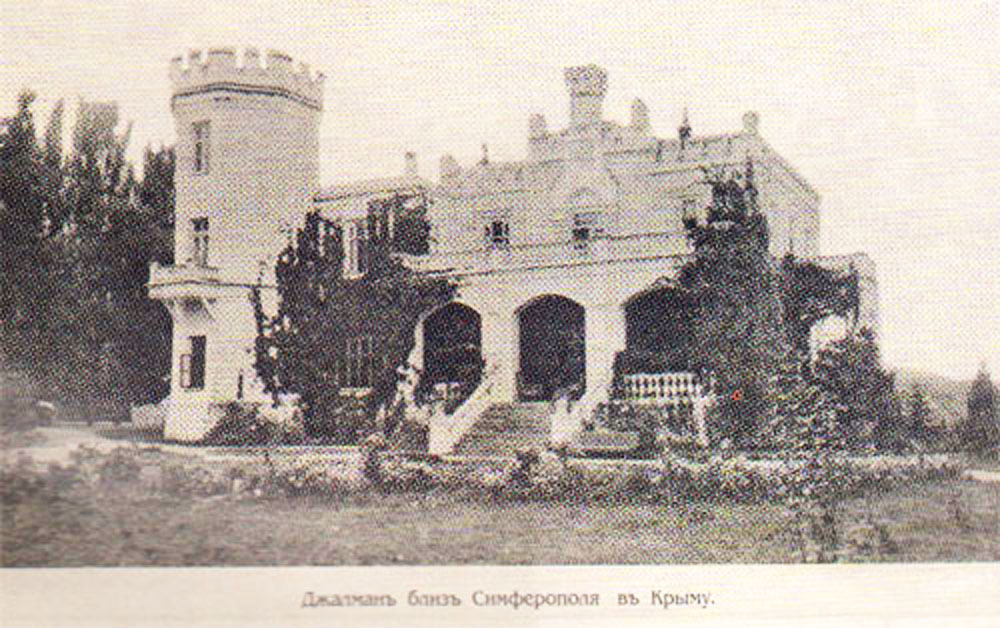
Садиба в 1913 році

Будинок побудовано у 1880-ті роки архітектором Оскаром Андрійовичем Клаузеном для сім'ї російських німців Кесслерів. Пізніше садибою володів поміщик Василь Степанович Гнутов. До 1917 року будівля належала подружжю Ганні Федорівні та Адольфу Карловичу Монжене де-Сен-Моран. За їх розпорядженням були створені декоративні ставки. Чоловік загинув від вибуху пороху під час розчищення території навколо садиби. В пам'ять про чоловіка, Ганною Федорівною неподалік була побудована каплиця, що не збереглася до наших днів. Імовірно його могила розташовується поблизу будівлі, проте вона досі не знайдена. Як не знайдено і місце розташування каплиці.
Наступним власником садиби став поміщик Л. А. Кованько, а потім контр-адмірал Микола Аркадійович Петров-Чернишов, який відкрив «Гірничо-лісовий курорт для видужуючих». У 1947 році будівля почала функціонувати як інтернат для дітей, який очолювали подружжя Швайковських. Тоді ж у будівлі проводилися реставраційні роботи силами полонених німців та угорців. Після закриття дитячого будинку будівлю передали людям, які потребували житло, а коли вони покинули його, садиба прийшла в занепад . В середині 1960-х років будівля стала непридатною для проживання. Потім, якийсь час садибою користувалося підприємство з виготовлення лікарських трав. У 1970-і та 1990-і роки на місці садиби планувалося відкриття ресторану.
У лютому 2011 року Голова Республіканського комітету АРК з охорони культурної спадщини Сергій Тур заявив, що фінансування робіт з відновлення садиби включено до проєкту Програми економічного і соціального розвитку АРК на 2011 рік . За складання проєктно-кошторисної документації Республіканський комітет АРК з охорони культурної спадщини заплатив підприємству «Укрпроектреставрація» 300 тисяч гривень. Восени 2011 року, відповідальний за зв'язки з пресою комітету з охорони культурної спадщини АРК Георгій Когонашвілі розповів, що незабаром в будівлі почнуться відновлювальні роботи. Влітку 2012 року було повідомлено, що садиба буде передана у відання комітету з будівництва та архітектури АРК.
У 2012 році впала частина лицьової стіни другого поверху з зображенням герба.
У січні 2015 року окупаційна «голова комітету з охорони культурної спадщини РК» Наталія Гриненко заявила, що садиба включена до проєкту програми «Розвиток культури та збереження об'єктів культурної спадщини Республіки Крим на 2015—2017 роки». Однак на цей час залишились лише руїни. Навесні 2017 року сімферопольська група Secret Land зняла кліп на руїнах будівлі з метою залучення уваги до зруйнованої садиби.
У квітні 2019 року окупаційний «заступник голови російського Державного комітету з охорони культурної спадщини Криму» В'ячеслав Зарубін зазначив, що комітет запропонував його викупити у власність, у користування, розпорядження з метою відновлення.